# 岡山県道76号総社三和線
岡山県道76号総社三和線（おかやまけんどう76ごう そうじゃみとせん）は、岡山県総社市から岡山市北区を結ぶ県道（主要地方道）である。

## 概要

### 路線データ
- 起点：岡山県総社市槙谷（岡山県道57号総社賀陽線交点）
- 終点：岡山県岡山市北区三和（岡山県道61号妹尾御津線交点）
- 総延長：約14.7 km

## 歴史
- 1993年（平成5年）5月11日 - 建設省から、県道槙谷西山内線・県道三和日近線が総社三和線として主要地方道に指定される[1]。

## 路線状況

### 重複区間
- 国道429号（岡山市北区西山内 - 岡山市北区大井）
- 岡山県道701号岡山賀陽自転車道線（岡山市北区西山内 - 岡山市北区粟井）
- 岡山県道71号建部大井線（岡山市北区大井 - 岡山市北区日近）

## 地理

### 通過する自治体
- 総社市
- 岡山市（北区）

### 交差する道路
| 交差する道路                                                        | 市町村名 | 市町村名 | 交差する場所             | 交差する場所 |
| ------------------------------------------------------------------- | -------- | -------- | ------------------------ | ------------ |
| 岡山県道57号総社賀陽線                                              | 総社市   | 総社市   | 槙谷                     | 起点         |
| 国道429号 重複区間起点 岡山県道701号岡山賀陽自転車道線 重複区間起点 | 岡山市   | 北区     | 西山内（にしやまのうち） |              |
| 岡山県道701号岡山賀陽自転車道線 重複区間終点                        | 岡山市   | 北区     | 粟井                     |              |
| 国道429号 重複区間終点 岡山県道71号建部大井線 重複区間起点          | 岡山市   | 北区     | 大井                     |              |
| 岡山県道71号建部大井線 重複区間終点                                 | 岡山市   | 北区     | 日近（ひじかい）         |              |
| 岡山県道61号妹尾御津線                                              | 岡山市   | 北区     | 三和（みと）             | 終点         |